# Comuna Novoborovîți, Sverdlovsk
Novoborovîți (în ucraineană Новоборовиці) este o comună în raionul Sverdlovsk, regiunea Luhansk, Ucraina, formată din satele Dariivka, Liubîme, Mariivka, Novoborovîți (reședința), Verhnotuzlove și Zelenopillea.

## Demografie
Componența lingvistică a comunei Novoborovîți
     Ucraineană (75,94%)
     Rusă (23,69%)
     Alte limbi (0,31%)
Conform recensământului din 2001, majoritatea populației comunei Novoborovîți era vorbitoare de ucraineană (75,94%), existând în minoritate și vorbitori de rusă (23,69%).